# Gjon Kastrioti I.
Gjon Kastrioti I., auf deutsch Johannes Kastriota (auch Ivan, italienisch Giovanni; * Region Mat, heutiges Albanien; † ca. 1442), war der Vater des späteren Skanderbeg sowie ein albanischer Fürst, der von 1389 bis zu seinem Tod über das Fürstentum Kastrioti im nördlichen Albanien regierte. Er kämpfte 1389 an der Seite seines Vaters Pal Kastrioti in der Schlacht auf dem Amselfeld (auch: Schlacht im Kosovo) gegen die Osmanen (Türken). Sein Vater starb in der Schlacht, während Gjon die Schlacht überlebte und Vasall im Dienste des Sultans Murad II. wurde, eine übliche Form des Tributs, was auch zahlreichen anderen albanischen Fürsten widerfuhr.

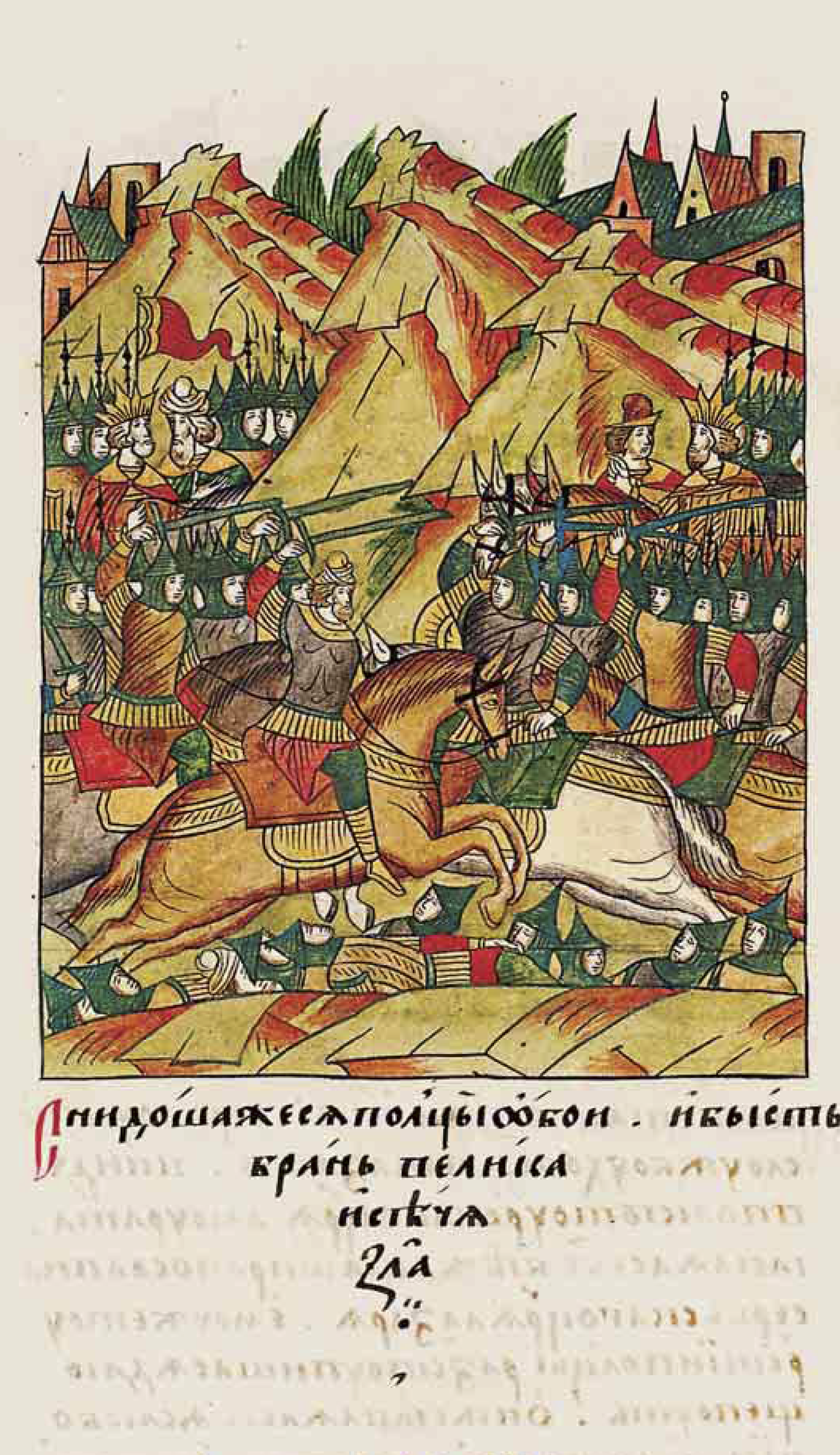
Schlacht auf dem Amselfeld, Russische Miniatur aus der Illustrierten Chronik Iwans IV. (Лицевой летописный свод), 1568–1576

## Name
Den Namen „Gjon“ findet man in den Dokumenten auf so viele verschiedene Arten niedergeschrieben wie seine ausländischen Gesprächspartner waren: Venezianer, Ragusaner, serbische Mönche, osmanische Sultane. Da die albanische Sprache im Mittelalter keine liturgische Sprache war und noch keine eigene schriftliche Tradition geschaffen hatte, erscheint es logisch, dass der Name entsprechend der Sprache, in der ein Dokument verfasst wurde, angegeben wurde.
In westlichen Dokumenten finden wir ihn als „Joan, Janus, Iouan, Johannes, Yuan, Ivan, Juvan, […] Giovanni, […] Iohannes“, in den von seiner Kanzlei in altslawischer Sprache erstellten Dokumenten erscheint er als „Ivan“ (Иван oder Иванb). Die Kanzlei des Klosters Hilandar transkribierte den Namen von Gjon nach den Maßstäben, die durch die Tradition der alten slawischen Rechtschreibung festgelegt wurden.
In osmanischen Deftern wird Gjon mit dem Namen „Juvan“ aufgeführt und sein Besitz als Juvan-ili (das Land von Juvan) registriert. Dies legt nahe, dass seine Namensform eher Juvan oder Jovan war. Die Namensform Jovan ist auch heute noch in einigen Regionen Albaniens weit verbreitet, sowohl unter Albanern des orthodoxen Bekenntnisses als auch unter denen des katholischen Glaubens.

## Leben
Über seine Kindheit schweigt der Großteil der Quellen. Man weiß, dass die Familie Kastrioti, die dem Stamm der Süd-Miriditen angehörte, nahe der heutigen Grenze zu Montenegro und Kosovo angesiedelt war. Gjon erbte von seinem Vater zwei Dörfer: Sina und Unter-Gardi an den Hängen westlich des Flusses Drin in der Region Dibra, im Nordosten von Albanien.
Profitierend von den Wirren im Osmanischen Reich nach dem Tod von Bayezid I. (1403) und dem Machtvakuum im albanischen Raum, gelang es ihm Anfang des 15. Jahrhunderts, sein Machtgebiet deutlich auszudehnen. Er unterwarf die Küstenregion zwischen den von den Venezianern besetzten Städten Shkodra und Durrës, die zuvor von den Jonima und Zaharia beherrscht wurde und beherrschte somit die Handelsroute und das Bergland zwischen der Adria und dem Kosovo.

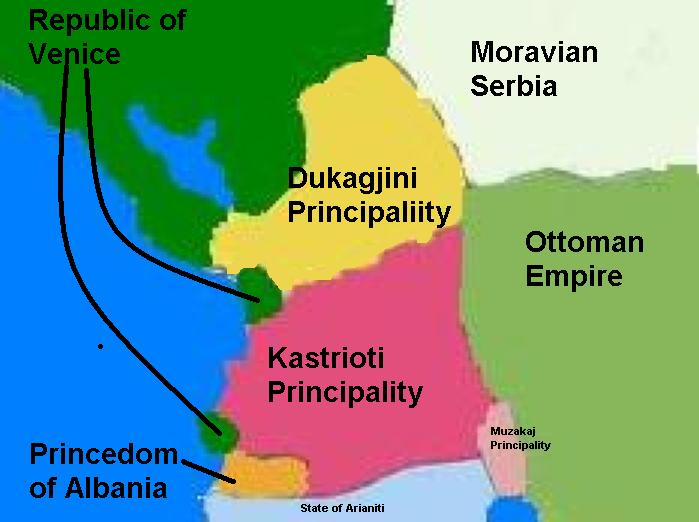
Fürstentum Kastrioti in seiner maximalen Ausdehnung

### Erste antiosmanische Balkankoalition
Das erste Projekt einer antiosmanischen Balkankoalition stammt aus dem Jahr 1359, also nur fünf Jahre nach der Ankunft der Osmanen in Europa. Die albanischen Fürstentümer kamen dem Hilferuf der Serben zusammen mit dem bosnischen und bulgarischen Fürsten gegen die osmanischen Eroberer nach. Am 15. Juni 1389 unterlag die Koalition der balkanischen Völker (Albaner, Bosnier, Bulgaren, Walachen, Serben, Ungarn und Dalmatier) in der Schlacht auf dem Amselfeld Murad I., dem Sultan des Osmanischen Reiches. Gjon kämpfte an der Seite seines Vaters Pal, der in der Schlacht starb. Die Osmanen ließen sich darauf auf dem mittleren Balkan (Makedonien und Bulgarien) nieder. Die drei albanischen Fürsten Gjergj II Balšić und Teodor II Muzaka, unter der Leitung von Gjon, zogen sich in ihre Grenzen zurück, waren aber in der Lage, den Osmanen zu widerstehen und eine christliche albanische Entität zu gründen, die sich von der Südgrenze von Ragusa bis zum Golf von Patras erstreckte.

### Gjon, osmanischer und venezianischer Vassall
Wie viele andere albanische Adlige wurde auch Gjon ab 1389 ein osmanischer Vasall, was bedeutete, dass er dem Sultan einen Tribut zu zahlen hatte und mit einer Armee den Kriegen des Sultans auf dem Balkan zu unterstützen hatte. 1402 unterstützte Gjon den osmanischen Sultan Bayezid I. in der Schlacht bei Ankara.
In einer Phase der militärischen Schwächung des Sultans gelang es Gjon mit seinen Truppen und mit Hilfe der in türkischen Diensten erworbenen Reichtümer, seinen Besitz bis zum Meer auszuweiten. Nach dem österreichischen Historiker und Archivar Heinrich Kretschmayr galt Gjon für „leidlich mächtig in Albanien“, wurde Bürger der Republik Venedig und der Republik Ragusa, herrschte als Türkenvasall und „gefürchteter Reiterführer“ in der Gegend von Durazzo bis Dibra.

Der südliche Balkan um 1410

Um sich dem stärker werdenden Druck der Osmanen entziehen zu können, suchte er gute Beziehungen zur Republik Venedig. In venezianischen Archiven wurde er 1406 dominus partium Albanie (Herr über einen Teil von Albanien), 1407 als dominus satis potens in partibus Albaniae (mächtiger Herr in einem Teil von Albanien) und 1409 als magnifici domini Johannis Castrioti (großartiger Herr Johannes Castrioti) erwähnt. Um Schutz gegen die Osmanen zu erhalten, verpflichtete sich Gjon als Vasall der Republik Venedig, das einzige katholische benachbarte Land. Als sich dort aber kein Interesse an einer kriegerischen Auseinandersetzung mit dem Sultan zeigte, ging Gjon 1410 erneut in osmanische Dienste,  was ihm teuer kosten sollte. Wie schon oben erwähnt, musste er dem Sultan einen Tribut bezahlen und mit einer Armee den Kriegen des Sultans auf dem Balkan beitragen. Außerdem musste er seinen ältesten Sohn Stanisha als Pfand für seine Treue dem Sultan überlassen, zum Islam konvertieren, die strategisch wichtige Region Dibra, seine Festung Sfetigrad im heutigen Nordmazedonien und die Festung Kruja abtreten. Im Gegenzug verpflichtete sich der Sultan, den Jungen in seinem Glauben (katholisch) aufwachsen zu lassen und sein Erbe nach dem Tod seines Vaters antreten zu dürfen. Erneut konnte Gjon, mit dem Prestige und den Reichtümern, die er am Hof des Sultans errungen hatte, zu Hause seinen Machtbereich erweitern. Gjon wurde 1413 in venezianischen Dokumenten als dominus partis Bosine (Herr von Bosnien) erwähnt. 1420 reichte sein Gebiet im Osten fast bis nach Prizren und im Westen bis nach Lezha. Am 28. Januar 1423 wurde „Juannus Castrioti“ als unus ex dominis Albanie (einer der Herren von Albanien) erwähnt. Den Sultan machte aber so viel Macht eines Vasallen misstrauisch und forderte deshalb 1423 auch die anderen drei Söhne Gjons (Reposh, Konstandin und Gjergj) als Pfand an seinen Hof nach Adrianopel, wo sie zum Islam erzogen wurden.

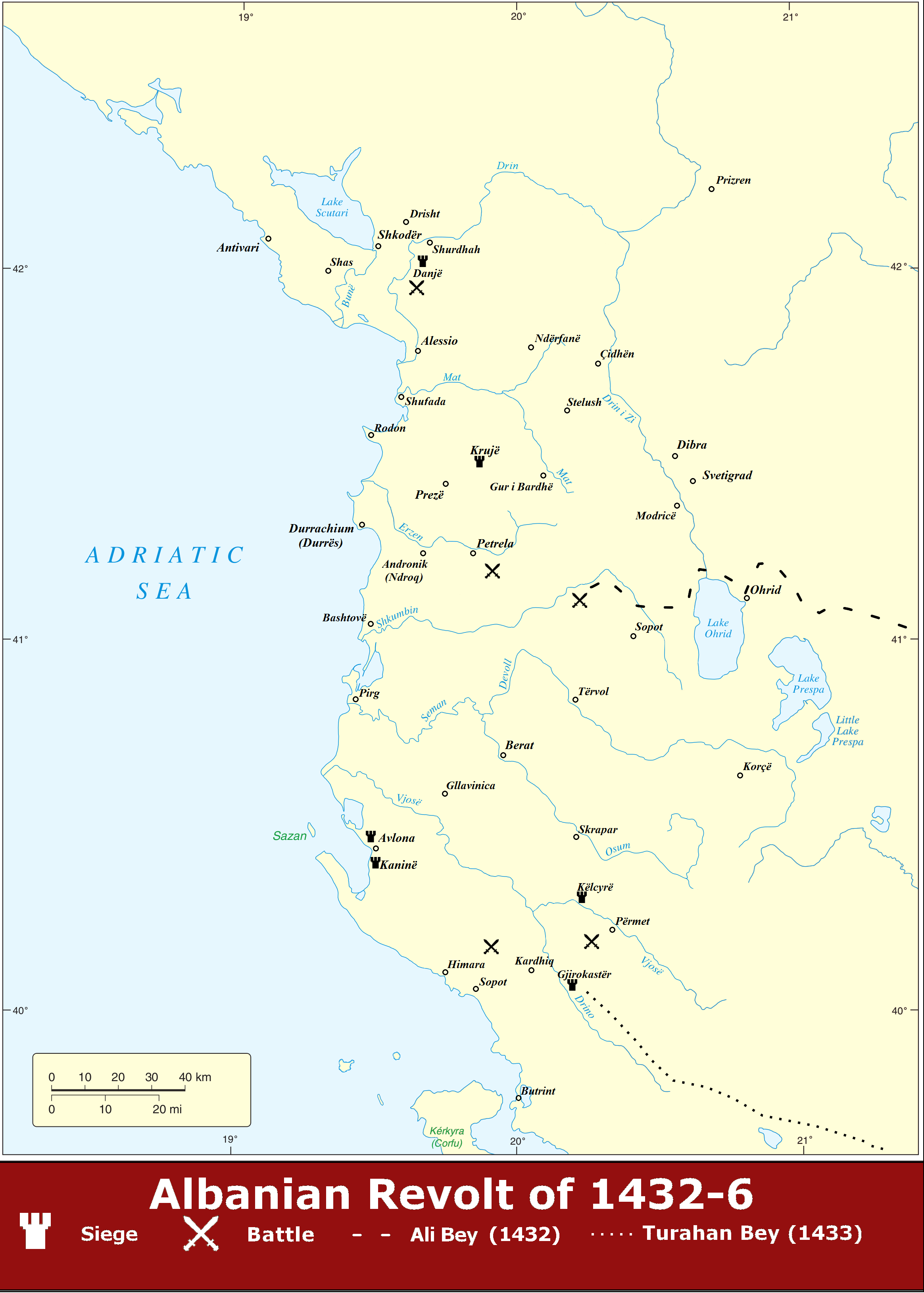
Karte der militärischen Aktivitäten während der Albanischen Revolte von 1432 bis 1436

Gjon wurde dann doch noch ein Verbündeter Venedigs im Kampf um Thessaloniki (1428–1430), das seit 1423 zu Venedig gehörte. Gjon, wie die Venezianer, wurde von den Osmanen geschlagen. Vier Burgen von Gjon wurden dem Erdboden gleichgemacht und zwei in eine osmanische Garnison umfunktioniert, seine Ländereien größtenteils unter osmanische Verwaltung gestellt. Gjon selbst musste sich in das ihm verbleibende schmale gebirgige Gebiet zurückziehen. Seit diesem Zeitpunkt konnte der Sultan seine Macht im albanischen Gebiet ziemlich ungehindert ausüben; eine perfekte Administration, die vor allem der Berechnung der von Bauern und Landbesitzern zu entrichtenden Steuern und anderen Abgaben dienen sollte, schürte den Zorn der Bevölkerung. Zwischen 1435 und 1438 kam es in Mittel- und Südalbanien zu einer Reihe von bewaffneten antiosmanischen Bauernaufständen unter der Führung von Gjergj Arianiti, zukünftiger Schwiegervater von Skanderbeg, im Tal des Flusses Shkumbin und in der Gegend von Gjirokastra, die alle blutig niedergeschlagen wurden.
Nach 1430 wurde Gjons Sohn, Gjergj Kastrioti (lat.: Georgius Castrioti), der seit 1423 als Pfand am Hof Murads II. lebte und dort, entgegen dem Versprechen des Sultans, zum Islam und zum Krieger (Janitscharen) erzogen worden war, so sehr in kriegerische Operationen auf dem Balkan eingesetzt, dass verschiedene Dokumente und Briefe von venezianischen Vertretern den Vater Gjon aufforderten, seine väterliche Autorität zu benutzen, damit der Sohn Streifzügen in den zur Republik Venedig gehörenden Ländern unterlasse.
Gjon starb ca. 1442. Nach seinem Tod wies Murad II. per Edikt das Fürstentum Albanien dem abtrünnigen Albaner Hasan Bey Versdesa zu. Mit diesem Akt brach der Sultan den mit Gjon einstmals abgeschlossenen Pakt, dass einer seiner Söhne nach seinem Tod seine Erbe antreten durften. Gjergj, der als Geisel am osmanischen Hof den Namen Iskender (Alexander) erhalten hatte, wurde 1438, nach dem Tod seiner älteren Brüder Reposh und Konstandin, für seine Verdienste vom Sultan als Bey (Militärischer Ehrentitel) und Wali (Provinzgouverneur) von Misia, Skuria und Jonima (Hauptort Kruja) ins heimatliche Albanien gesandt.

### Religion
Gjons Religion stand direkt unter dem Einfluss des internationalen Gleichgewichtes der politischen Kräfte. Der albanische Schriftsteller Aurel Plasari ist sich sicher, dass die Familie Kastrioti zum orthodoxen Glaubensbekenntnis gehörte, genauer gesagt zur orthodoxen Kirche im serbischen Raum. Laut Dokumenten des serbischen Klosters Hilandar auf dem Berg Athos war Gjon ein Gläubiger der orthodoxen Kirche des serbischen Patriarchats.
Während seines Lebens wechselte Gjon mit seinem Fürstenhaus mehrere Male die Religion. Dazu schrieb der albanische Historiker, Politiker und orthodoxe Bischof Fan Noli in seiner Skanderbeg-Biographie: „In religiösen Dingen war John (Gjon) Kastrioti ein typischer Albaner. Er war kein fanatischer Anhänger irgendeines Glaubens, sondern wechselte ihn entsprechend seinen sich ändernden politischen Orientierungen. Als Verbündeter Venedigs (1407) war er römisch-katholisch; als Parteigänger von Stefan Lazarević von Serbien (1419–1426) war er serbisch-orthodox; als Alliierter Murats II. (1430–1438) war er Moslem; römisch-katholisch war er wieder ab 1438 als Verbündeter und Ehrenbürger von Venedig und Ragusa (Dubrovnik); er starb als guter Christ 1443.“ Diese Politik betrieben auch andere albanische Fürsten des Mittelalters.
Gemäß Oliver Jens Schmitt hatten die Kastrioti ursprünglich vor allem Beziehungen zur serbisch-orthodoxen Glaubenswelt. So hatte er im serbischen Kloster Hilandar, wo auch sein Sohn Stanisha eine Weile lang als Mönch lebte, den sogenannten „Albanerturm“ gestiftet.
Der scheinbar leichtfertige Umgang mit den Religionen hatte mindestens zwei Ursachen: Wichtiger als Religion war den Albanern die politische Sicherheit und Toleranz Andersgläubigen gegenüber, was damals durchaus üblich war und auch von den Osmanen geübt wurde, die nicht missionierten, sondern die christlichen Seelen „kauften“. Mit dem Übertritt zum Islam waren neben strengen Verpflichtungen handfeste steuerliche und andere praktische Vorteile verbunden. Wie ernst der Bekehrte es mit der neuen Religion meinte, interessierte die osmanischen Machthaber nicht besonders.

### Familie
Gjon heiratete Vojsava. Das Paar hatte neun Kinder. Nach Oliver Jens Schmitt sollen die Vornamen von Ivans Kindern den balkanisch-orthodoxen Hintergrund der Familie und die enge Beziehung zur bulgarisch-serbischen Welt bezeugen. Tatsächlich hießen die Söhne Repoš (Serbisches Alphabet: Репош), Staniša (Serbisches Alphabet: Станиша), Konstantin (Serbisches Alphabet: Константин) und Gjergj (Serbisches Alphabet: Đurađ). Die Töchter hießen Maria, Jela (Abkürzung von Jelena oder Jelisaveta, eine serbische Form von Elizabeth), Angjelina, Vlaiza und Mamiza.
- Staniša (Stanislaus; † 1446),
- Repoš (Repossio; † 1431),[30] zwischenzeitlich Mönch im Kloster Hilandar,[6]
- Konstantin (Konstantin) II. († 1437/38),[30]
- Mara,
- Gjergj (auch Gjorg oder Georg), bekannt als Skanderbeg (* 1405[Anm. 3]; † 17. Januar 1468 in Lezha),
- Jelena,
- Mamica,
- Angjelina (Angelina) und
- Vlajka.